# 柱上変圧器

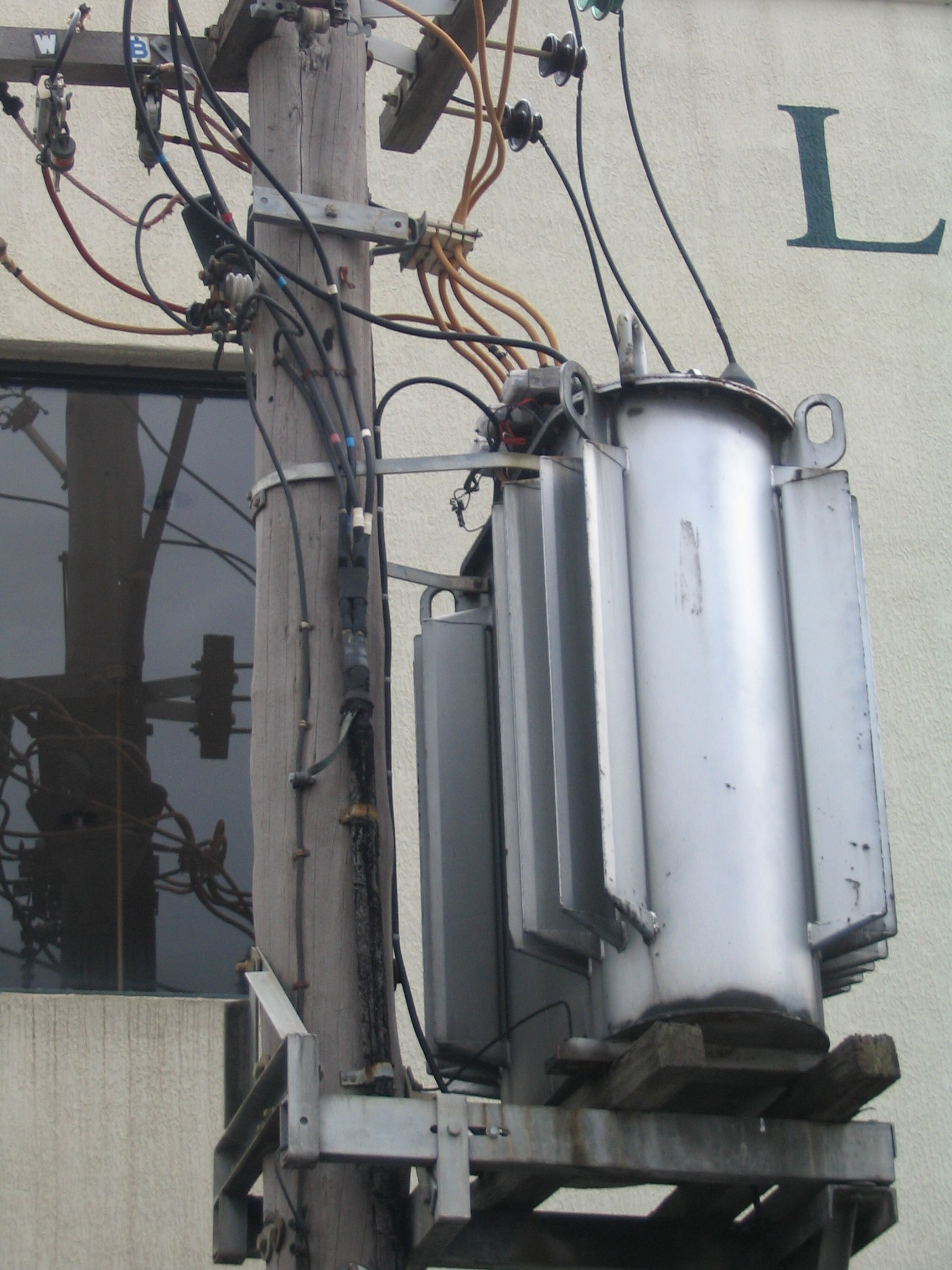
メルボルンの柱上変圧器

柱上変圧器（ちゅうじょうへんあつき）とは、柱上（ポール）トランスとも言い、架空配電線路において、電柱に金属製の固定具（装柱金物：そうちゅうかなもの）を介して取り付けて使用される変圧器である。
なお、欧米の都市部などでは電柱自体が一般的ではなくなっており、パリやロンドンでは電線の地中化が100%完了しているほか、ニューヨークでは約70%が地中化されている。ヨーロッパでは地中配電方式が一般的である。

## 配置
配電を行う場合には高圧幹線から分岐線を引き出し、適当な間隔で配電用変圧器を設置して、そこから引込線を通じて需要家に供給する。電柱に設置される配電用変圧器が柱上変圧器である。
主に高圧配電線路に印加されている電圧を、家庭や事務所等で使用する電圧に変更する（変圧と言う）ために用いられる。日本では高圧配電線路に印加されている電圧は主に6,600Vで、低圧配電電圧は100/200V（単相三線式）ないし200V（三相三線式）が一般的である。アメリカでの低圧側電圧は120/240Vの単相三線式が一般的である。

## 自動電圧調整器
柱上変圧器のタップで対応できない電圧降下に対しては高圧配電線の電圧を補償するために施設されるものもあり、こちらはSVR (Step Voltage Regulator) と呼ばれる。変電所から遠ざかるにつれ電線路に存在する電気抵抗により低下してしまった電圧を再度上昇させるもので、郊外に多く見られる。柱上変圧器よりも大型であるため複数本の電柱によって支持される。

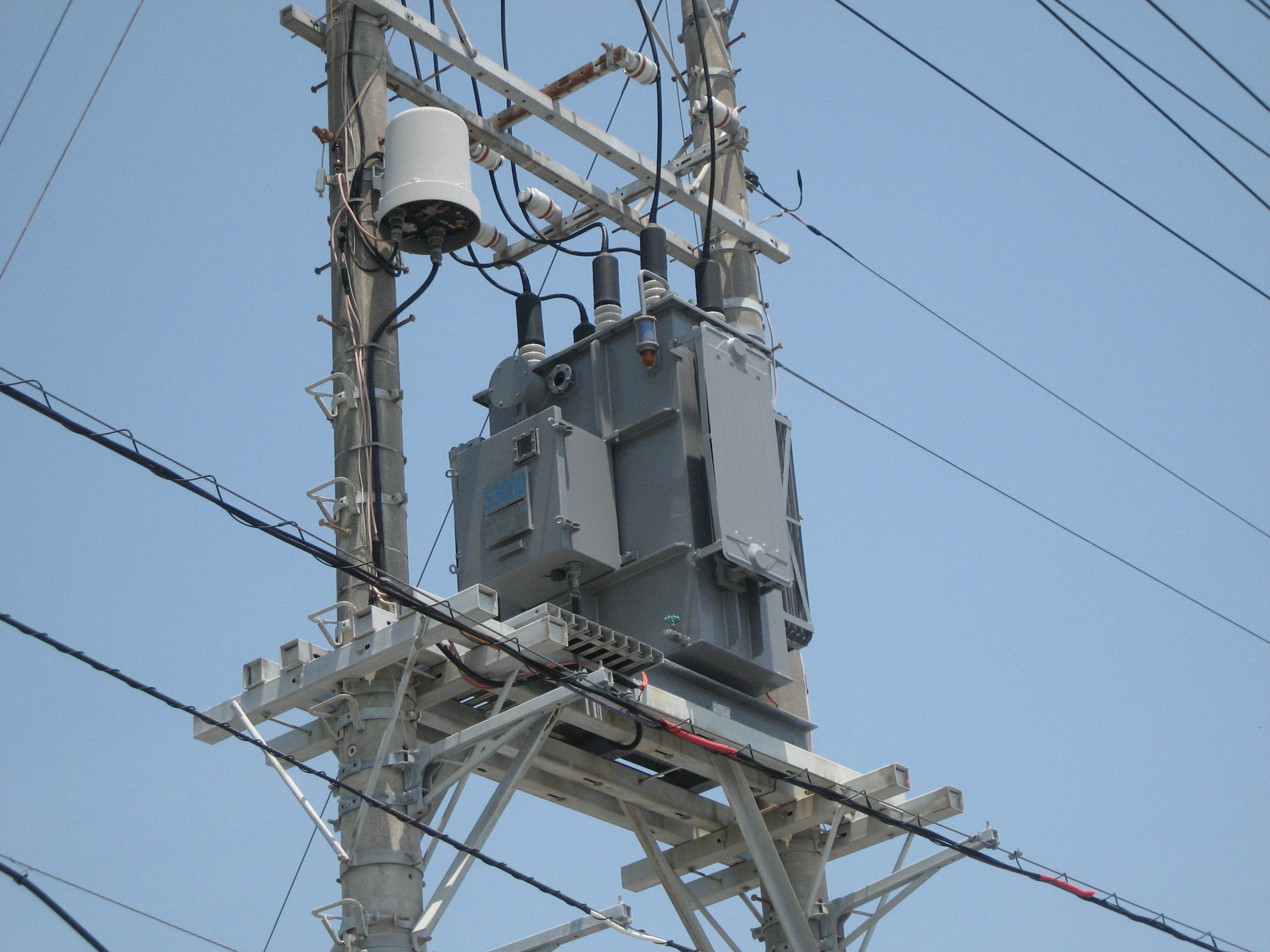
SVR
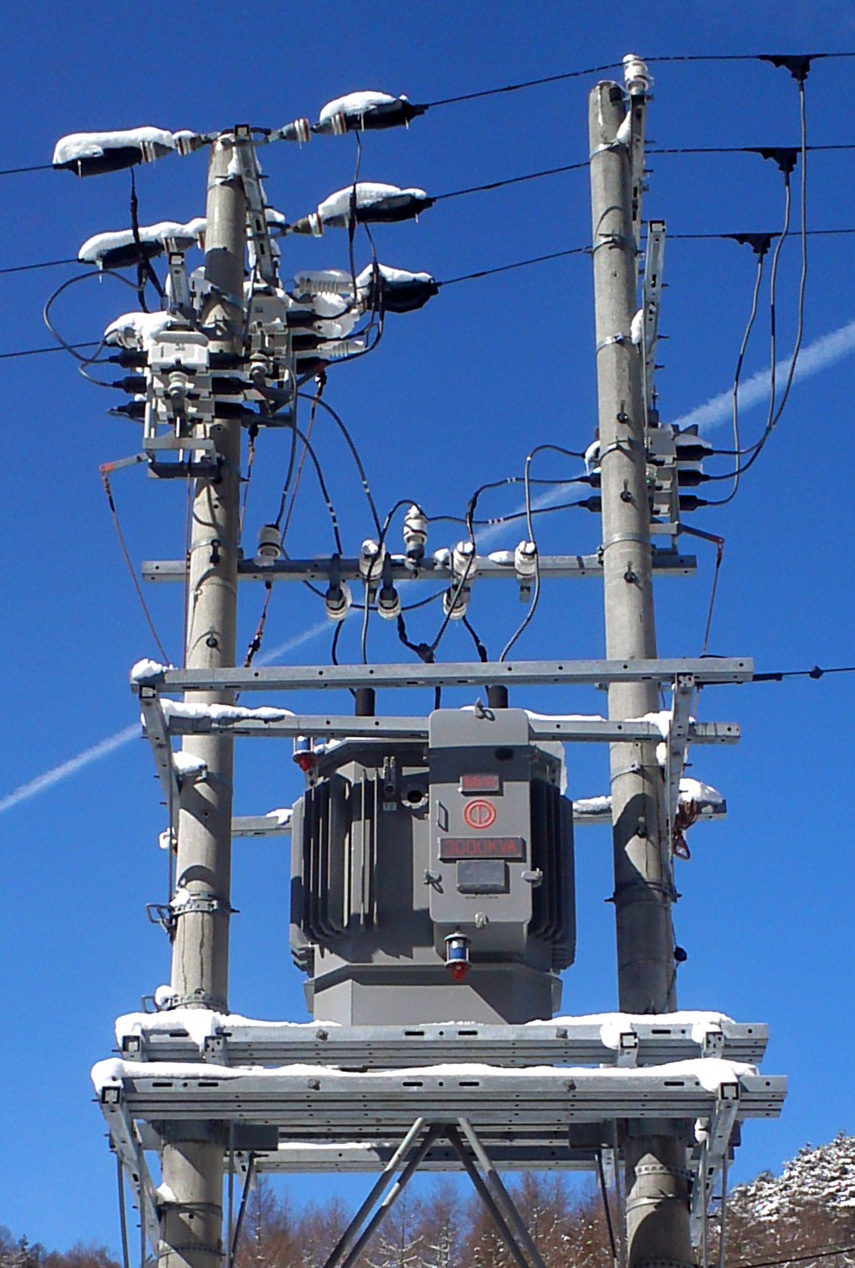
SVR

## 構造
一般的に灰色の塗装を施した円筒形をしている。標示されている数字は定格容量で、単位はキロボルトアンペア [kVA] である。冷却方式は油入自冷式で、内部は変圧器本体が絶縁油によって満たされている。大容量のものは放熱用のフィンが装備されている。
一般に生活する範囲内で電柱に設置されている場合、一次側（入力側）は配電用変電所から遠ざかるに従い、電圧が下がるため、変圧器のタップを切り替え2次側電圧を適正な電圧にする。接近（誘導電圧）および取り扱いには資格と十分な知見を要する。外部筐体および装柱金物も通常は接地線により接地がされているが、触れる際には専用の検査機器（検電器）による点検を怠ってはならない。
最近では、絶縁油内で使用されていたPCBが環境や人体に悪影響を与えるとの調査から、PCB混入トランスの撤去、交換作業が行なわれている。2007年現在、電力会社の所有する全ての柱上変圧器はPCBが混入していないものに交換済みである。その他民間企業等が所有する物は、ほぼ全てが交換済みといわれているが、PCB入り絶縁油、変圧器などはPCBの分解方法が確立し、処分されるまで自主保管であるため全てを把握しきれていないのが現状である。

## 主なメーカー
- ダイヘン[5]
- 東光高岳[6]
- 愛知電機[7]
- 日立製作所[8]

## リンク
- 架空配電 - どこを通ってお家に届くの？ - 中部電力による解説。